# Liste der Stadtteile Genuas
Die italienische Hafenstadt Genua ist in neun Munizipien unterteilt.
Bis zum 24. März 1997 war die Stadt in 12 Verwaltungsbezirke untergliedert, die mit dem Beschluss Nr. 25 auf neun reduziert wurden. Am 6. Februar 2007 wurden vom Kommunalrat (italienisch: Consiglio comunale) mittels des Regolamento per il decentramento e la partecipazione municipale die Verwaltungsbezirke in Munizipien umbenannt.
Insgesamt werden in diesen Verwaltungseinheiten 31 Hauptstadtteile zusammengefasst. Als weiterer Teil des Stadtgebietes ist der Hafen zu nennen, der keinem der neun Munizipien und 31 Stadtteile angehört. Dieser Teil der Stadt erstreckt sich auf einer Fläche von 845,48 Hektar, und beherbergt 78 Einwohner (2008).
Die Einwohnerzahlen und Flächenangaben beziehen sich auf das Jahr 2008.
| Munizip               | Fläche in ha | Einwohner | Stadtviertel          |
| --------------------- | ------------ | --------- | --------------------- |
| I Centro Est          | 707,74       | 91.826    | Lagaccio              |
| I Centro Est          | 707,74       | 91.826    | Oregina               |
| I Centro Est          | 707,74       | 91.826    | Castelletto           |
| I Centro Est          | 707,74       | 91.826    | San Nicola            |
| I Centro Est          | 707,74       | 91.826    | Manin                 |
| I Centro Est          | 707,74       | 91.826    | Prè                   |
| I Centro Est          | 707,74       | 91.826    | Maddalena             |
| I Centro Est          | 707,74       | 91.826    | Molo                  |
| I Centro Est          | 707,74       | 91.826    | San Vincenzo          |
| I Centro Est          | 707,74       | 91.826    | Carignano             |
| II Centro Ovest       | 485,20       | 67.003    | Sampierdarena         |
| II Centro Ovest       | 485,20       | 67.003    | San Gaetano           |
| II Centro Ovest       | 485,20       | 67.003    | Compasso              |
| II Centro Ovest       | 485,20       | 67.003    | Belvedere             |
| II Centro Ovest       | 485,20       | 67.003    | San Bartolomeo        |
| II Centro Ovest       | 485,20       | 67.003    | San Teodoro           |
| II Centro Ovest       | 485,20       | 67.003    | Angeli                |
| III Bassa Val Bisagno | 789,74       | 78.549    | San Fruttuoso         |
| III Bassa Val Bisagno | 789,74       | 78.549    | Sant’Agata            |
| III Bassa Val Bisagno | 789,74       | 78.549    | Marassi               |
| III Bassa Val Bisagno | 789,74       | 78.549    | Fereggiano            |
| III Bassa Val Bisagno | 789,74       | 78.549    | Quezzi                |
| III Bassa Val Bisagno | 789,74       | 78.549    | Forte Quezzi          |
| IV Media Val Bisagno  | 4179,17      | 58.513    | Staglieno             |
| IV Media Val Bisagno  | 4179,17      | 58.513    | Molassana             |
| IV Media Val Bisagno  | 4179,17      | 58.513    | Sant’Eusebio          |
| IV Media Val Bisagno  | 4179,17      | 58.513    | Montesignano          |
| IV Media Val Bisagno  | 4179,17      | 58.513    | Struppa               |
| V Valpolcevera        | 3327,11      | 62.628    | Rivarolo              |
| V Valpolcevera        | 3327,11      | 62.628    | Certosa               |
| V Valpolcevera        | 3327,11      | 62.628    | Borzoli Est           |
| V Valpolcevera        | 3327,11      | 62.628    | Teglia                |
| V Valpolcevera        | 3327,11      | 62.628    | Begato                |
| V Valpolcevera        | 3327,11      | 62.628    | Bolzaneto             |
| V Valpolcevera        | 3327,11      | 62.628    | Morego                |
| V Valpolcevera        | 3327,11      | 62.628    | Pontedecimo           |
| V Valpolcevera        | 3327,11      | 62.628    | San Quirico           |
| VI Medio Ponente      | 1885,13      | 62.016    | Sestri Ponente        |
| VI Medio Ponente      | 1885,13      | 62.016    | San Giovanni Battista |
| VI Medio Ponente      | 1885,13      | 62.016    | Calcinara             |
| VI Medio Ponente      | 1885,13      | 62.016    | Borzoli Ovest         |
| VI Medio Ponente      | 1885,13      | 62.016    | Cornigliano           |
| VI Medio Ponente      | 1885,13      | 62.016    | Campi                 |
| VII Ponente           | 7507,78      | 62.909    | Voltri                |
| VII Ponente           | 7507,78      | 62.909    | Crevari               |
| VII Ponente           | 7507,78      | 62.909    | Prà                   |
| VII Ponente           | 7507,78      | 62.909    | Palmaro               |
| VII Ponente           | 7507,78      | 62.909    | Ca' Nuova             |
| VII Ponente           | 7507,78      | 62.909    | Pegli                 |
| VII Ponente           | 7507,78      | 62.909    | Castelluccio          |
| VII Ponente           | 7507,78      | 62.909    | Multedo               |
| VIII Medio Levante    | 571,35       | 61.687    | Foce                  |
| VIII Medio Levante    | 571,35       | 61.687    | Brignole              |
| VIII Medio Levante    | 571,35       | 61.687    | Albaro                |
| VIII Medio Levante    | 571,35       | 61.687    | San Giuliano          |
| VIII Medio Levante    | 571,35       | 61.687    | Lido                  |
| VIII Medio Levante    | 571,35       | 61.687    | Puggia                |
| VIII Medio Levante    | 571,35       | 61.687    | San Martino           |
| VIII Medio Levante    | 571,35       | 61.687    | Chiappeto             |
| IX Levante            | 3659,29      | 65.995    | Sturla                |
| IX Levante            | 3659,29      | 65.995    | Quarto                |
| IX Levante            | 3659,29      | 65.995    | Quartara              |
| IX Levante            | 3659,29      | 65.995    | Castagna              |
| IX Levante            | 3659,29      | 65.995    | Nervi                 |
| IX Levante            | 3659,29      | 65.995    | Quinto                |
| IX Levante            | 3659,29      | 65.995    | Sant’Ilario           |
| IX Levante            | 3659,29      | 65.995    | Bavari                |
| IX Levante            | 3659,29      | 65.995    | San Desiderio         |
| IX Levante            | 3659,29      | 65.995    | Apparizione           |
| IX Levante            | 3659,29      | 65.995    | Borgoratti            |

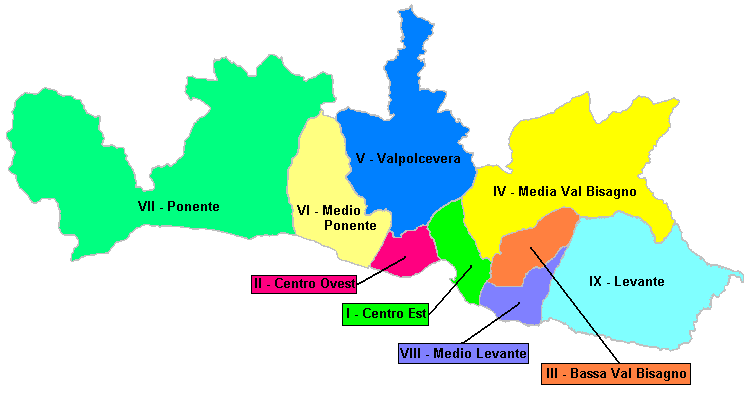

Die historischen Stadtsechstel (Sestieri) von Genua fallen in die heutigen Munizipien Centro Est und Centro Ovest.